# Rote Juden

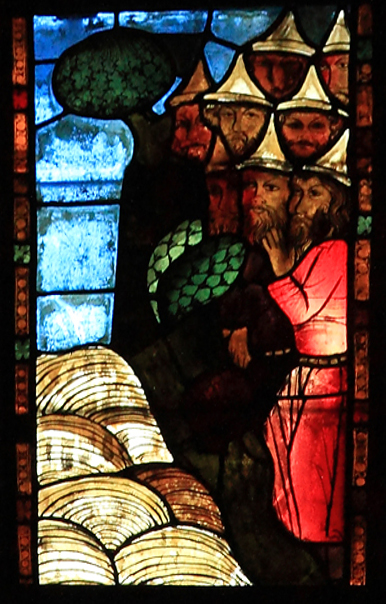
Am Ufer des Sambation erwarten die Roten Juden das Ende der Zeit (Glasfenster der Marienkirche Frankfurt (Oder))

Die roten Juden (jiddisch rojite jidlech) waren nach einer mittelalterlichen Legende ein jüdisches Volk. 
Man vermutete es am Rande der Welt, irgendwo im Nordosten Asiens, jenseits des legendären Flusses Sambation, durch den es vom Rest der Welt abgeschnitten war – denn an den Wochentagen verhinderte das Tosen und Toben des Flusses eine Überquerung, und am Sabbat beruhigte er sich zwar, jedoch war es dann den Juden verboten, den Fluss zu befahren. Erst beim Kommen des Messias würden sie den Fluss überwinden; ihr Auftauchen wäre so ein Zeichen der Endzeit. Kern der Legende ist die Geschichte der verlorenen Stämme Israels, jener Teile des jüdischen Volkes, die nach der Zerstörung des Nordreiches Israel im 8. Jahrhundert vor Chr. aus der Babylonischen Gefangenschaft nicht zurückkehrten, seitdem als verschollen galten und bis in die Neuzeit in den unterschiedlichsten Weltgegenden lokalisiert wurden.
Bekannt wurde der Begriff Rote Juden durch den jiddischen Schelmenroman Die Fahrten Binjamins des Dritten von Mendele Moicher Sforim (1836–1917), weshalb man die Bezeichnung früher der Tradition des aschkenasischen Ostjudentums zuordnete. Tatsächlich tauchen Begriff und Legende bereits im Deutschland des 13. Jahrhunderts auf.
Die Legende entstand dabei aus einer Verschmelzung mehrerer Elemente. Einerseits der Geschichte von den verlorenen zehn Stämmen, zum anderen einer Episode des Alexanderromans, der zufolge der König Alexander weit im Osten barbarische Völker hinter einer riesigen, unüberwindlichen Mauer verschloss, und schließlich der Legende von Gog und Magog, zwei Völkern, die laut der Apokalypse des Johannes in der Endzeit aus dem Osten hervorbrechen würden; schließlich aber werde der wiedergekehrte Messias über sie triumphieren (Offb 20,8-10 ). Die Roten Juden wurden nun in der christlichen Vorstellung neben Gog, Magog und den Barbarenvölkern des Alexanderromans zu einem weiteren Heer des Antichristen, das am Ende der Zeit über die christliche Welt herfallen würde.
Die Rolle der Roten Juden in der jüdischen Legende entspricht spiegelbildlich der christlichen: Hier sind die Roten Juden mächtige Krieger, die nach der Ankunft des Maschiach den Fluss Sambation überschreiten, die Juden aus der Knechtschaft der Völker befreien und Rache nehmen für die Jahrtausende der Misshandlung und Unterdrückung.

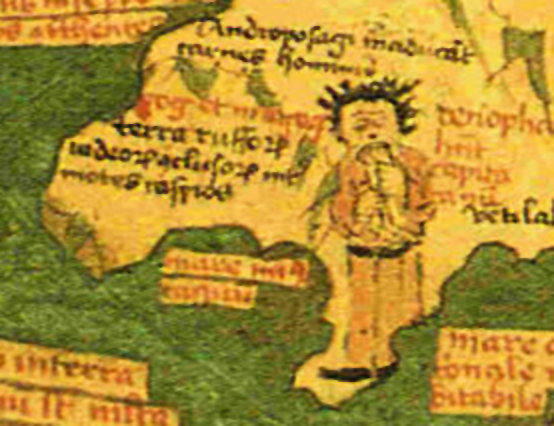
Die Weltkarte des Andreas Walsperger von 1449 lokalisiert die Roten Juden jenseits von Gog und Magog, östlich der Menschenfresser (Osten ist links, Süden oben)

Die Existenz der Roten Juden wurde im Mittelalter als sicher betrachtet, weshalb sie wie andere fabelhafte Völker auch auf den Mappae mundi, den mittelalterlichen Weltkarten, erscheinen. Meist wurden sie im Nordosten angesiedelt, in der Nähe von Gog und Magog, Menschenfressern und anderen wilden Völkern. Erst um 1600 verschwanden sie allmählich aus der Kartographie.

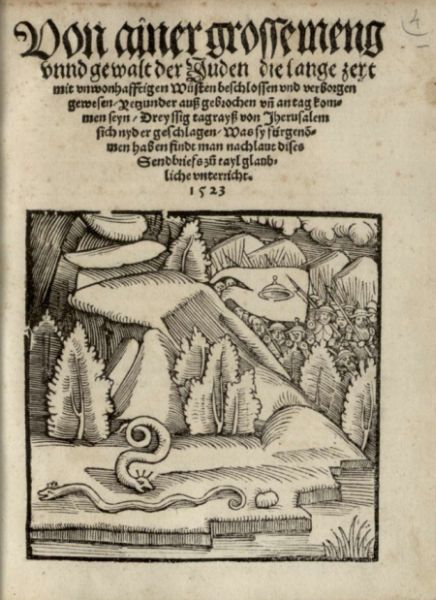
Flugschrift von 1523

In Zeiten chiliastischer Hochspannung und allgemeiner Erwartung des Weltendes wurden Nachrichten vom angeblichen Anmarsch der Roten Juden in Flugschriften und Sendschreiben verbreitet. So berichtet eine Flugschrift von 1523 Von ainer grosse meng vnnd gewalt der Juden die lange zeyt mit vnwonhafftigen Wüsten beschlossen vnd verborgen gewesen / Yetzunder auß gebrochen vnd an tag kommen seyn. Man sieht eine schwer bewaffnete Armee von Juden, kenntlich an ihren spitzen Hüten, aus den Bergen der Dunkelheit marschieren. Vor ihnen liegt ruhig der Fluss Sambation. Weiter meldet die Schrift, dass das Judenheer schon 30 Tagesmärsche vor Jerusalem stehe und sich dort gelagert habe. Dergleichen Tatarenmeldungen gab es im 16. Jahrhundert des Öfteren. Umgekehrt führte die jüdische Messiaserwartung, auf die Spitze getrieben in der Zeit des Sabbatai Zwi, dazu, dass jüdische Gemeinden täglich erste Nachricht vom Anmarsch der verlorenen Stämme erwarteten.
Für die Verknüpfung der Farbe Rot mit diesem sagenhaften Judenvolk wurden verschiedene Erklärungsmodelle vorgelegt. Die Assoziation wurde begründet:
- mit der negativen Konnotation der Farbe Rot im Mittelalter. Insbesondere roter Bart und rote Haare galten als Zeichen von Falschheit und Tücke:

im was der bart und daჳ hâr

beidiu rôt, viurvar.

von den selben hœre ich sagen,

daჳ si valschiu herze tragen.
- mit der Verbindung Esaus mit Edom und Edoms wieder mit Rot (hebr. אדום adom bedeutet auch ‚rot‘), wobei das Christentum sich als Volk des Neuen Bundes und als das „wahre Israel“ (verus Israel) sah, im Gegensatz zu den mit Edom identifizierten Juden,
- mit der Identifikation der Roten Juden mit den Weißen Chasaren, einer Gruppe des zum Judentum konvertierten Turkvolkes der Chasaren, dessen Angehörige arabischen Quellen zufolge rötliches Haar und blaue Augen hatten.[2] Eine entsprechende Theorie wurde von Kevin Alan Brook vertreten.[3]

Von jüdischer Seite wurde bei der Umdeutung der Legende die Farbe Rot positiv konnotiert, indem sie mit König David assoziiert wurde, der biblischer Tradition gemäß rötliche Haare hatte (1 Sam 16,12 ). So wie David den Goliath bezwang, würden die Roten Juden die übermächtigen Feinde Christentum und Islam überwinden. 